# José Roberto Lambertucci
José Roberto Lambertucci (Belo Horizonte, 19 de dezembro de 1949) é um médico infectologista, pesquisador e professor universitário brasileiro. 
Comendador da Ordem Nacional do Mérito Científico e consultor da Organização Mundial da Saúde, Lambertucci é professor titular da Universidade Federal de Minas Gerais (UFMG). Sua principal linha de pesquisa é em esquistossomose humana e experimental. É um dos professores da Faculdade de Medicina da UFMG mais citados do mundo.

## Biografia
Lambertucci nasceu na capital mineira, em 1949. É filho de Mário Lambertucci e de Zaíra Nascimento Lambertucci. Ingressou no curso de medicina da Universidade Federal de Minas Gerais em 1969. De 1974 a 1975 realizou estágio de residência médica no Instituto de Previdência dos Servidores do Estado de Minas Gerais.
Em 1981 defendeu mestrado em Infectologia e Medicina Tropical e 1984 o doutorado na mesma área, sob orientação de Jayme Neves. Publicou como autor ou co-autor mais de 200 artigos em revistas médicas indexadas e mais de 50 capítulos de livros. Orientou 30 dissertações e 18 teses.
Recebeu vários prêmios, entre eles o de Cidadão Honorário de Caraí, em Minas Gerais, Grande Mérito da Saúde do Governo do Estado de Minas Gerais e a Medalha Pirajá da Silva, concedida pelo Ministério da Saúde por ocasião do centenário da descoberta da esquistossomose no Brasil pelo pesquisador Manoel Augusto Pirajá da Silva.